# Spin-Flip

Wasserstoff im Grundzustand, mit magnetisch paralleler (F = 1) und antiparalleler (F = 0) Einstellung des Elektrons (Hyperfeinstruktur). Durch den Spin-Flip-Übergang wird ein Energiebetrag frei, der einer Frequenz von 1420 MHz entspricht. Wegen der zugehörigen Wellenlänge von 21 cm wird die Strahlung auch 21-cm-Linie genannt (alternativ: Wasserstofflinie, HI-Linie).

In der Physik versteht man unter einem Spin-Flip die Neuausrichtung (insbesondere die Umkehrung) des Spins eines Teilchens, beispielsweise eines Elektrons.
Von einem Spin-Flip im engeren Sinne spricht man allerdings nur, wenn dabei eine Energiebarriere überwunden werden muss. Dies ist z. B. bei einem Teilchen in einem Magnetfeld der Fall, weil dann in der Regel die Energie-Entartung der verschiedenen Spin-Zustände aufgehoben ist. Ist das Magnetfeld sehr stark, werden thermisch angeregte Spin-Flips vollständig unterdrückt.